# Olssons Skor-skylten

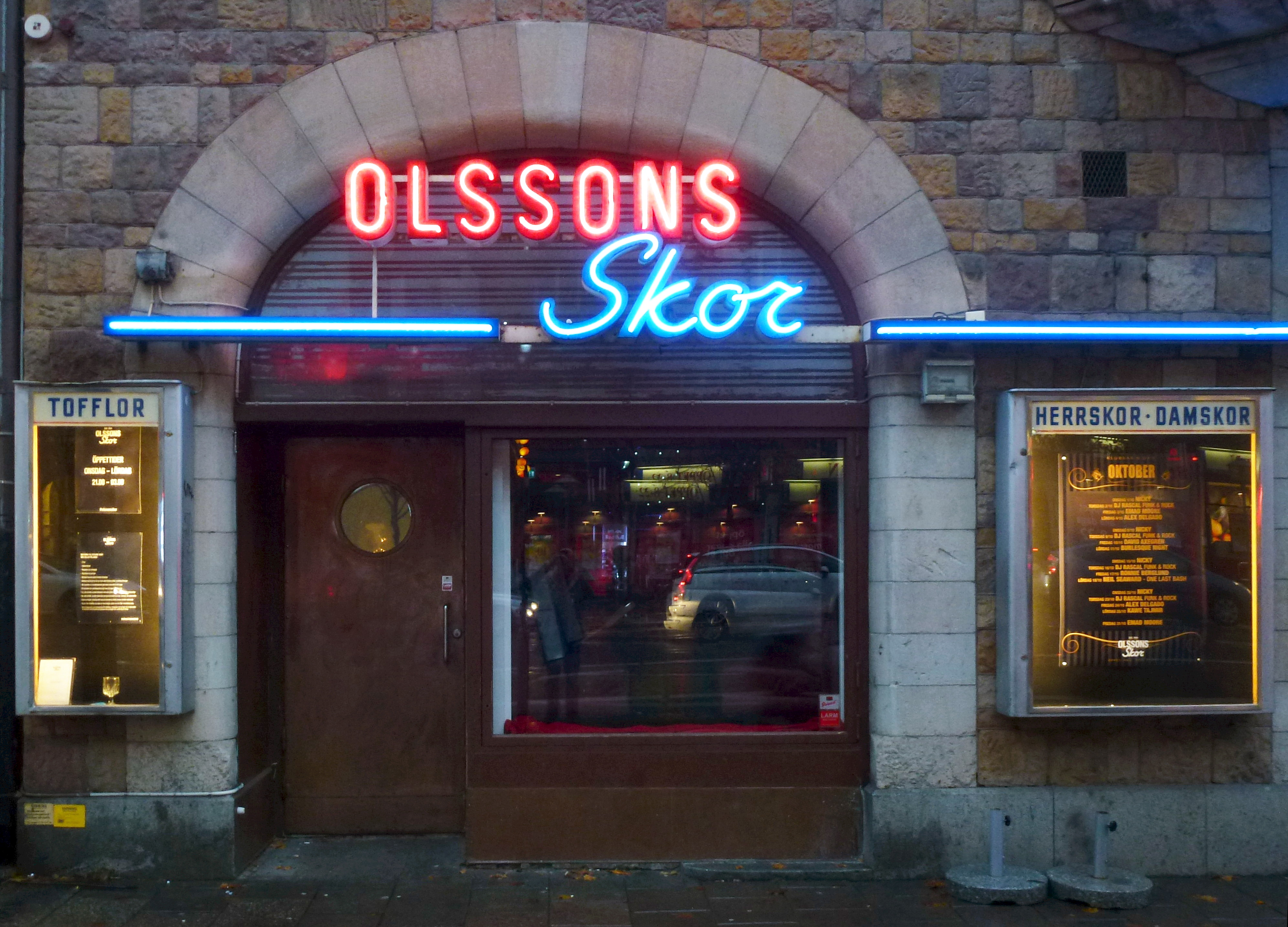
"Olssons Skor", november 2014.

Olssons Skor-skylten är en neonskylt för den numera nedlagda skoaffären Olssons skor, belägen vid Odengatan 41 i Vasastaden i Stockholm. Skylten kom upp i slutet av 1940- eller början av 1950-talet och ändrades till baren ”Olssons video” när skoaffären lades ner, men återställdes till ”Olssons Skor” år 2009 när lokalen blev musikbar till restaurangen Storstad. 

## Historik

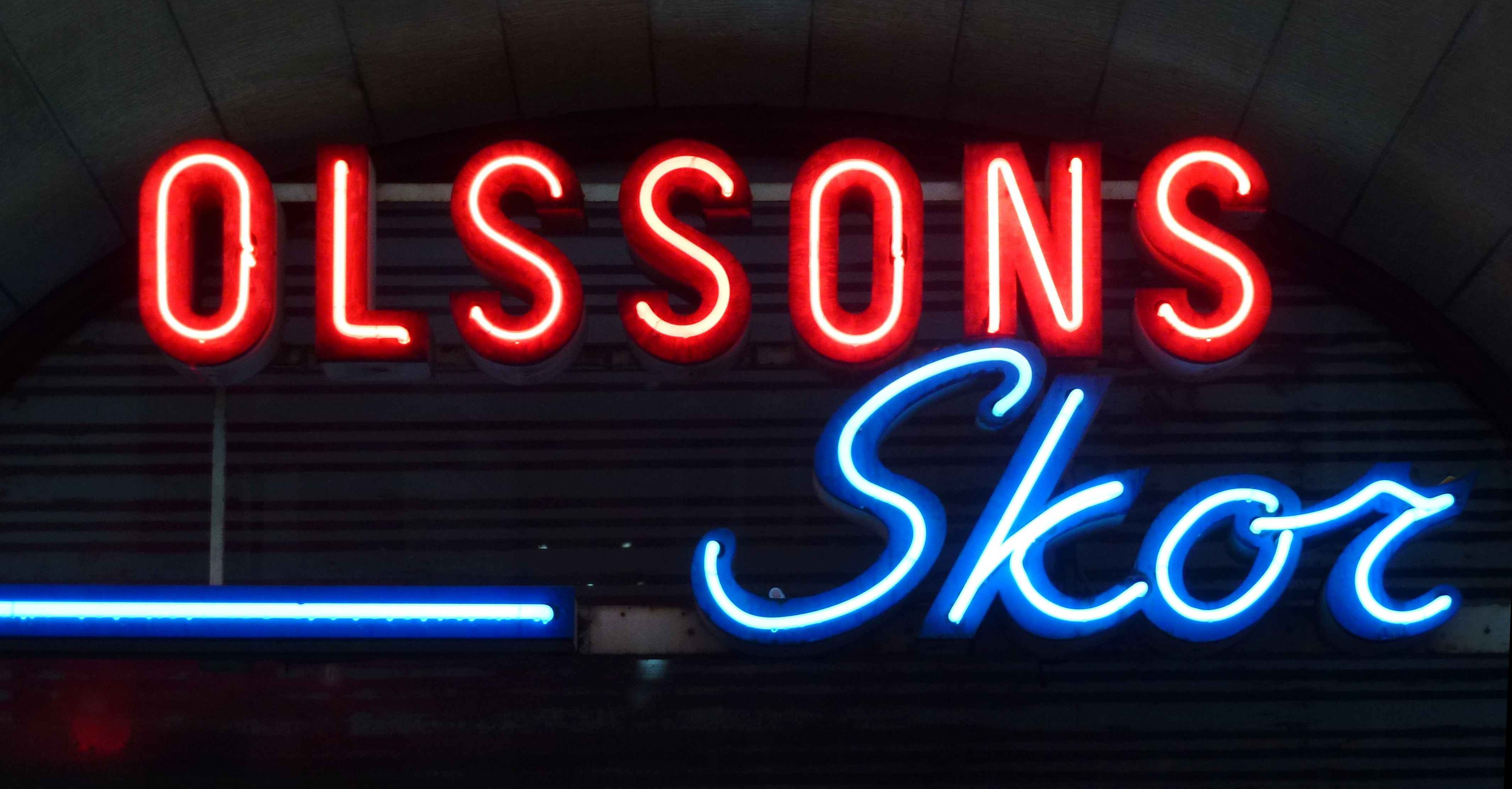
Olssons Skor-skylt, november 2014.

Bostadshuset i hörnet Odengatan 41 och Döbelnsgatan 44 uppfördes mellan 1899 och 1901 efter ritningar av arkitekt Carl Österman. I bottenvåningen Odengatan 35 (dagens 41) fanns butiksytor som sedan 1902 eller 1903 nyttjades av skomakaren och skohandlaren Per Erik Olsson (1844-1932). Han etablerade Olssons Skor 1901 med butik vid Stora Badstugatan 62 (dagens Sveavägen 82), där han sedan 1894 hade sin skomakarverkstad. I mitten av 1920-talet leddes butiken vid Odengatan av sonen John Henrik Olsson (1878-1952).
På slutet av 1940- eller början av 1950-talet sattes några neonskyltar upp på fasaden. Tillverkaren var Grahams Neon som var en avdelning i hissfirman Graham Brothers på Kungsholmen i Stockholm. Arrangemanget bestod av fyra neonskyltar: ”OLSSONS” i versaler och därunder ”Skor” i skrivstil, en neonramp i blålysande neonrör som sträckte sig över butikens båda skyltfönster samt en vinkelrätt mot fasaden monterad oval ljuslåda med text ”Skor” i skrivstil och med en högklackad damsko i gullysande neonrör ovanpå lådan.

## Olssons Skor idag

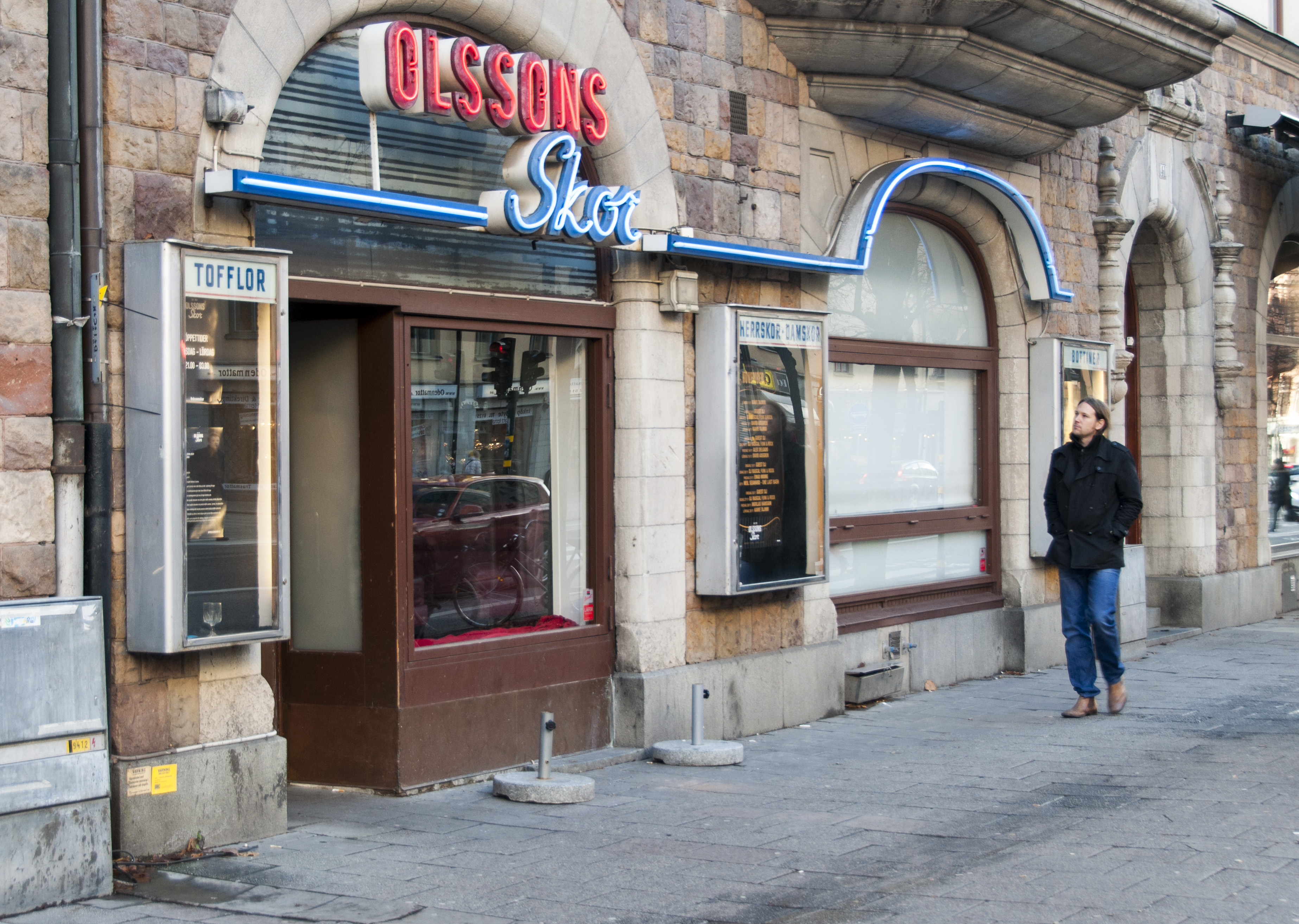
Olssons Skor i november 2014.

Skobutiken Olssons Skor och dess neonskyltar fanns fortfarande kvar 1998, när Stockholms stadsmuseum genomförde en neonskyltinventering (se Stadsmuseets neonskyltsinventering). Kort därefter lades skobutiken ner och medlemsbaren ”Olssons Video” flyttade in. Då behölls bara ”OLSSONS”-skylten och ljusrampen. Resten revs. 
År 2009 blev ”Olssons Video” igen till ”Olssons Skor” (musikbar och bakficka till restaurang Storstad) när en ny ägare tillträdde och den ursprungliga skyltkombinationen återställdes, utom ljuslådan med damskon på. De tre skyltlådorna, som är monterade mellan skyltfönstren från tiden då det såldes skor här, hänger också på plats. Till vänster ”TOFFLOR”, i mitten ”HERRSKOR – DAMSKOR” och längst till höger ”BOTTINER”. Numera informeras i lådorna om bland annat matsedel, evenemang och öppettider. 
Konceptet att återanvända skylt och firmanamn i annat sammanhang är en parallell till Sko Wera-skylten på Odengatan 92 där både skylt och namn övertogs när en hälsokostbutik flyttade in, dock med en minimal ändring. Genom ett enkelt bokstavsbyte blev Sko Wera till Eko Wera.